# Vida Tomšič
Vida Tomšič (Lubiana, 26 giugno 1913 – Lubiana, 10 giugno 1998) è stata una partigiana slovena, membro del Partito Comunista e del Movimento di Liberazione Nazionale.
Durante la guerra fu leader del Fronte femminile antifascista di Jugoslavia (Antifašistički front žena. Jugoslavije AFŽJ). Fu arrestata più volte e il marito fucilato dalle truppe di occupazione italiane.
Dopo la guerra, ricoprì incarichi governativi e fu redattrice di politiche statali su donne e relazioni di genere.

## Biografia
Vida Tomšič, primogenita di cinque figli, nacque nella famiglia di un insegnante di scuola che viveva a Lubiana durante gli anni del declino dell'Impero austro-ungarico.
Frequentò la scuola primaria e il liceo a Lubiana. Nel 1933 iniziò gli studi di storia e geografia presso la Facoltà di Lettere dell'Università di Lubiana e si laureò alla Facoltà di Giurisprudenza nel 1941.
Quando era studentessa divenne una militante del Partito Comunista di Jugoslavia (CPY), allora illegale; nel 1934 fu arrestata per la sua attività e condannata a nove mesi di carcere. Nel 1937 sposò Tone Tomšič, una figura importante all'interno del Partito, e dal 1940 entrò in clandestinità per evitare il carcere, operando illegalmente. In quello stesso anno venne eletta nel Comitato Centrale del Partito Comunista di Jugoslavia.
Nella Quinta Conferenza Nazionale del Partito presentò il documento Naloge Komunistične partije Jugoslavije pri delu med ženskami (trad.: Il lavoro del Partito Comunista di Jugoslavia tra le donne), nel quale collegava l'emancipazione delle donne alla trasformazione sociale e alla liberazione dallo sfruttamento capitalista. Secondo questa visione, l'attività politica delle donne doveva concentrarsi esclusivamente nel movimento rivoluzionario del Partito Comunista.
Tomšič si unì al Movimento di Liberazione Nazionale nella primavera del 1941, all'inizio dell'occupazione da parte delle forze italiane, e sotto lo pseudonimo di Marija Pevec, diede alla luce il figlio Mihael, Nel dicembre di quell'anno sia lei che il marito furono arrestati e torturati dalla polizia segreta italiana e tedesca per le loro attività politiche illegali a sostegno del Partito Comunista. Un tribunale militare italiano condannò Tone Tomšič alla pena capitale e Vida Tomšič a 25 anni di carcere. Tone Tomšič fu fucilato dalle forze di occupazione italiana a Gramozna jama (Lubiana) il 21 maggio 1942.
Separata dal figlio, Vida Tomšič fu incarcerata in diverse prigioni italiane fino alla caduta del fascismo, quando fondò una delle prime brigate partigiane all'estero.
Tornata in Jugoslavia nel 1943, si stabilì in Slovenia, dove fu eletta nel Consiglio di Liberazione Nazionale Sloveno (SNOS). Successivamente si impegnò soprattutto tra le donne.  Dopo la guerra assunse un ruolo di primo piano nella Repubblica Socialista Federale di Jugoslavia e nel 1945 fu nominata Ministra delle politiche sociali del primo governo nazionale sloveno.
Si risposò nel 1946 con Franc Novak, ex medico partigiano, con il quale ebbe due figli. Nei decenni successivi continuò a ricoprire incarichi importanti nel governo della Repubblica Socialista di Slovenia e a prendere parte a delegazioni governative e parlamentari jugoslave in numerosi paesi stranieri, tra cui diverse conferenze delle Nazioni Unite (ONU).
Scrisse numerosi testi, studi e articoli e libri sulla condizione femminile e sulla pianificazione familiare, sui sistemi politici, sulla pace e lo sviluppo e sulle relazioni internazionali. Fu docente di diritto di famiglia presso la Facoltà di Giurisprudenza dell'Università di Lubiana.
Vida Tomšič si ritirò dalla politica nel luglio 1984, ma continuò a essere attiva nei movimenti per i diritti delle donne fino alla sua morte, avvenuta il 10 dicembre 1998 a Lubiana.